# 멀티 부팅

마이크로소프트 윈도우로 갈지, 리눅스 운영 체제로 갈지 선택하는 시동 관리자 메뉴의 예술가 작품

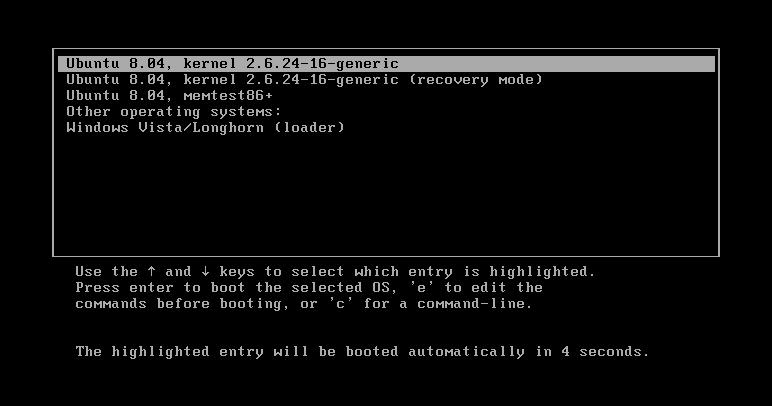
GRUB, 우분투와 윈도우 비스타 항목이 있는 듀얼 부팅의 예시

멀티 부팅(영어: multi-booting) 또는 다중 시동은 단일 컴퓨터에 여러 운영체제를 설치하고, 그 중 어떤 운영체제를 부팅할지 선택할 수 있도록 하는 행위이다. 듀얼 부팅(dual booting)이라는 용어는 특히 두 가지 운영체제를 사용하는 일반적인 구성을 지칭한다. 멀티 부팅에는 사용자 지정 부트 로더가 필요할 수 있다.

## 사용법
멀티 부팅을 사용하면 한 컴퓨터에 여러 운영체제를 둘 수 있다. 예를 들어, 사용자가 주로 사용하는 주 운영체제와 덜 자주 사용하는 보조 운영체제가 있는 경우이다. 멀티 부팅은 원하는 경우 이전 운영체제를 제거하기 전에 필요한 모든 애플리케이션을 구성하고 데이터를 마이그레이션할 수 있도록 한다. 멀티 부팅의 또 다른 이유는 완전히 전환하지 않고 새로운 운영체제를 조사하거나 테스트하기 위함일 수 있다.
멀티 부팅은 다양한 소프트웨어가 다른 운영체제를 필요로 하는 상황에서도 유용하다. 멀티 부팅 구성은 사용자가 모든 소프트웨어를 하나의 컴퓨터에서 사용할 수 있도록 한다. 이는 NTLDR, LILO, GRUB와 같이 여러 운영체제를 부팅할 수 있는 부트 로더를 사용하여 종종 달성된다.
멀티 부팅은 또한 소프트웨어 개발자들이 개발 또는 테스트 목적으로 여러 운영체제가 필요할 때 사용된다. 이러한 시스템을 한 컴퓨터에 두는 것은 하드웨어 비용을 절감하는 방법이다.
멀티 부팅은 또한 사용자가 사적인 시스템과 업무 전용 시스템을 오가며 두 사용자 환경 간의 접근 무결성과 분리를 유지할 수 있도록 한다. 비록 각 시스템에 동일한 운영체제가 사용되더라도 말이다.
멀티 부팅의 가능한 대안은 가상화이다. 이는 하이퍼바이저가 게스트 운영체제를 실행하는 하나 이상의 가상 머신을 호스팅하는 데 사용되는 방식이다.

## 기술적 문제

### 볼륨(논리 드라이브)당 운영체제 수
OS/2 듀얼 부팅 구성에서 C 드라이브에는 도스와 OS/2를 모두 포함할 수 있다. 사용자는 필요한 복사, 이동, 이름 변경 작업을 수행하고 C:에 지정된 시스템으로 재부팅하기 위해 도스 또는 OS/2 명령줄에서 BOOT 명령을 실행한다. 다른 시스템들은 동일한 논리 드라이브에 있는 대체 시스템을 위해 유사한 메커니즘을 제공한다.

### 저장 장치당 운영체제 수
멀티 부팅 컴퓨터에서 여러 운영체제는 각각 자체 저장 장치에 상주할 수 있거나, 일부 저장 장치는 다른 파티션에 두 개 이상의 운영체제를 포함할 수 있다. MBR에 있거나 MBR에 의해 로드된 부트 로더는 논리 드라이브 메뉴를 표시하고 해당 드라이브의 PBR에서 선택된 부트 로더를 로드한다.
저장 장치당 하나의 운영체제를 사용하는 컴퓨터의 예시는 하나의 디스크 드라이브에 윈도우를 저장하고 다른 디스크 드라이브에 리눅스를 저장하는 듀얼 부팅 컴퓨터이다. 이 경우 멀티 부팅 부트 로더는 엄밀히 말하면 필요하지 않다. 사용자가 전원 켜기 직후 바이오스 구성으로 들어가서 원하는 드라이브를 부팅 순서 목록의 첫 번째로 만들 수 있기 때문이다. 그러나 멀티 부팅 부트 로더를 드라이브 중 하나에 두고, 바이오스를 한 번만 설정하여 항상 해당 드라이브에서 부팅(즉, 부트 로더 로드)을 시작하도록 한 다음, 사용자에게 해당 부트 로더 메뉴에서 운영체제를 선택할 수 있도록 하는 것이 더 편리하다. 각 운영체제가 자체 전용 디스크 드라이브를 가질 때 특별한 디스크 파티션은 필요하지 않다.
저장 장치당 여러 운영체제를 사용하는 컴퓨터의 예시는 동일한 디스크 드라이브에 윈도우와 리눅스를 모두 저장하지만 시스템의 바이오스가 사용자에게 개별 드라이브 및 파티션을 부팅하도록 허용하지 않는 듀얼 부팅 컴퓨터이다. 이 경우 멀티 부팅 부트 로더가 필요하다. 또한, 각 운영체제에 디스크 드라이브에 자체 파티션을 제공하기 위해 디스크를 분할해야 한다. 이는 각 시스템이 자체 파일 및 운영 지침 세트를 가지고 있기 때문에 필요하다. 또한, 완전히 분리된 운영체제가 사용될 때 파티션은 다른 형식으로 포맷되어야 할 수도 있다. 예를 들어, 사용자가 윈도우와 리눅스를 모두 설치하려는 경우, 윈도우 파티션은 NTFS 형식으로 포맷될 가능성이 높다. 윈도우는 Ext4에서 실행될 수 없기 때문이며, 리눅스 파티션은 Ext4 파일 형식으로 포맷될 가능성이 높다. 리눅스는 NTFS에서 실행될 수 없기 때문이다. 그러나 사용자가 두 가지 버전의 윈도우(예: 윈도우 7 및 윈도우 비스타) 또는 두 가지 버전의 리눅스(예: 리눅스 민트 및 우분투)를 듀얼 부팅하려는 경우, 동일한 파일 시스템(예: NTFS 또는 Ext4)을 두 드라이브와 파티션 모두에 사용할 수 있다.

### 파티션 분할
기본 개념은 각 계획된 설치를 수용하기 위해 디스크를 분할하는 것을 포함하며, 일반적으로 부팅, 루트, 데이터 저장 및 백업을 위한 별도의 파티션을 포함한다.

### MBR 로더
에어부트(Air-Boot)와 같은 MBR 로더는 트랙 0의 표준 부팅 코드를 선택 메뉴를 표시하고 선택된 시스템을 로드하는 코드로 대체한다. 일부, 예를 들어 에어부트(Air-Boot)는 외부 구성 메뉴가 필요 없이 부팅 시 자동으로 또는 사용자에 의해 구성될 수 있다.

### 리눅스 부트 로더
GRUB 및 LILO와 같은 리눅스 로더는 MBR 또는 PBR에 상주할 수 있다. 이들은 /boot의 구성 파일을 사용하여 선택 메뉴를 제어한다.

### OS/2 부트 관리자
OS/2 부트 관리자는 주 파티션에 설치되어야 한다. OS/2 파티션 유틸리티는 메뉴에 최대 4개의 시스템을 구성할 수 있으며, 각 시스템은 주 파티션 또는 확장 논리 파티션 내의 논리 볼륨에 있을 수 있다. OS/2 부트 관리자 메뉴에 GRUB과 같은 부트 로더를 포함하는 것이 가능하며, 다른 부트 로더의 메뉴에 OS/2 부트 관리자를 포함하는 것도 가능하다. 에어부트(Air-Boot), GRUB, LILO와 같은 최신 로더는 더 많은 유연성을 제공한다.

### 마이크로소프트 윈도우 및 리눅스
널리 사용되는 멀티 부팅 구성 중 하나는 리눅스와 윈도우 운영체제를 각각 자체 파티션에 포함하여 듀얼 부팅하는 것이다. 윈도우는 파티션별 설치를 허용하는 것 외에는 멀티 부팅 시스템을 용이하게 하거나 지원하지 않으며, 부트 로더 선택을 제공하지 않는다. 그러나 대부분의 현재 리눅스 설치 프로그램은 듀얼 부팅을 수용한다(파티션에 대한 약간의 지식이 바람직함). 일반적으로 설치는 문제 없이 진행되지만 재시작 시 부트 로더는 두 운영체제 중 하나만 인식한다.
마스터 부트 레코드가 가리키는 기본 부트 로더로 리눅스 부트 관리자/로더(일반적으로 GRUB)를 설치하는 것이 몇 가지 장점이 있다. 윈도우 운영체제는 올바르게 설치된 리눅스 부트 로더에 의해 발견되지만, 윈도우 부트 관리자는 리눅스 설치를 인식하지 못한다(윈도우는 리눅스 파일 시스템을 기본적으로 처리하지도 않는다). MBR 부팅 코드는 시스템 레스큐 CD에서 사용할 수 있는 dd로 백업 및 복원할 수 있다.
윈도우를 첫 번째 주 파티션에 설치하는 것이 종종 권장된다. 윈도우와 리눅스의 부트 로더는 파티션 수를 세어 파티션을 식별한다. (참고로, 윈도우와 리눅스 모두 파티션 테이블의 파티션 순서에 따라 파티션을 세는데, 이는 디스크의 파티션 순서와 다를 수 있다.) 하드 드라이브 끝에 파티션을 추가하거나 삭제해도 그 이전의 파티션에는 영향을 미치지 않는다. 그러나 하드 드라이브의 시작 또는 중간에 파티션이 추가되거나 삭제되면 후속 파티션의 번호가 변경될 수 있다. 시스템 파티션 번호가 변경되면 운영체제가 제대로 부팅되고 작동하려면 부트 로더 재구성이 필요하다.
윈도우는 주 파티션에 설치되어야 하며 (오래된 시스템에서는 첫 번째 파티션이어야 한다), 리눅스는 하드 드라이브의 어느 위치에 있는 파티션에도 설치할 수 있으며 논리 파티션(확장 파티션 내)에도 설치할 수 있다. 리눅스가 확장 파티션 내의 논리 파티션에 설치된 경우, 주 파티션의 변경 사항에 영향을 받지 않는다.

### 중립 MBR
MBR에 GRUB을 저장하는 대안은 윈도우 또는 다른 일반 PC 부팅 코드를 MBR에 유지하고, GRUB 또는 다른 부트 로더를 윈도우가 아닌 다른 주 파티션에 설치하여 MBR을 중립적으로 유지하는 것이다. 부팅 시 운영체제 선택은 파티션 테이블 항목에 부팅 또는 "활성" 플래그가 설정된 주 파티션 내에 구성된 부트 로더에 따라 달라진다. 이는 도스, OS/2, EComStation, ArcaOS 또는 BSD의 부트 로더일 수 있으며, 리눅스 또는 윈도우도 포함된다.
윈도우 주 파티션에 부팅 플래그가 설정된 경우, 윈도우 부트 관리자는 EasyBCD와 같은 프로그램을 사용하여 다른 설치된 부트 로더를 체인로드하는 데 사용될 수 있다. 이는 활성 파티션의 부트 관리자가 먼저 사용자에게 부팅할 OS 선택을 요청한 다음, 필요한 경우 GRUB과 같이 논리 파티션에 설치된 부트 로더를 로드하고, 그 다음 GRUB이 MBR에 설치된 경우와 동일하게 리눅스 커널을 로드할 것임을 의미한다.
활성 파티션은 IBM의 OS/2 Warp 및 그 파생 제품에 함께 제공된 부트 관리자와 같이 운영체제 선택 외에는 다른 목적이 없는 파티션일 수도 있다.

### 애플의 부트 캠프
부트 캠프를 통해 인텔 기반 애플 매킨토시 컴퓨터 사용자는 맥에 윈도우 XP, 비스타, 7, 8, 10을 설치할 수 있다. 이 소프트웨어는 처음에 애플 웹사이트에서 베타 버전으로 다운로드할 수 있었고(이는 맥 OS X 버전 10.4(타이거)와 호환), 이후 맥 OS X 버전 10.5(레오파드)부터 번들로 제공되었다.
부트 캠프는 HFS+ 파일 시스템의 비파괴 디스크 파티셔닝 및 크기 조정, 부팅 메뉴 옵션, 그리고 필요한 장치 드라이버가 포함된 CD를 굽는 옵션을 제공한다. 윈도우 XP는 확장 펌웨어 인터페이스(레거시 바이오스의 후속)와 호환되지 않으므로 초기 인텔 맥의 펌웨어는 바이오스 에뮬레이션을 지원하도록 먼저 업데이트해야 한다. 바이오스 에뮬레이션은 호환성 지원 모듈(CSM)을 통해 달성된다. 애플은 비윈도우 파티션 형식이나 드라이버를 지원하지 않으므로 부트 캠프 자체를 통해 다른 운영체제를 직접 구성하는 것은 불가능하다. 그러나 인텔 매킨토시의 바이오스 에뮬레이션을 활용할 수 있는 모든 운영체제는 윈도우의 비-XP 버전을 포함하여 작동시킬 수 있다. 우분투 리눅스 배포판은 사유 소프트웨어 드라이버와 오픈 소스 드라이버를 함께 사용할 수 있는 옵션을 제공하기 때문에 이 목적에 특히 인기가 많다.

## 같이 보기
- 부팅
- 부트 로더 비교
- GNU GRUB
- EasyBCD – NeoSmart 기술의 윈도우에서 멀티 부팅을 구성하는 무료 프로그램
- Ext2Fsd 마이크로소프트 윈도우에서 ext2/3/4 지원
- 멀티부트 스펙
- 가상화
- 윈도우 투 고
- XOSL – 무료, 그래픽, 오픈 소스 부트 로더